# Flensburger Kurzfilmtage

Logo der Flensburger Kurzfilmtage

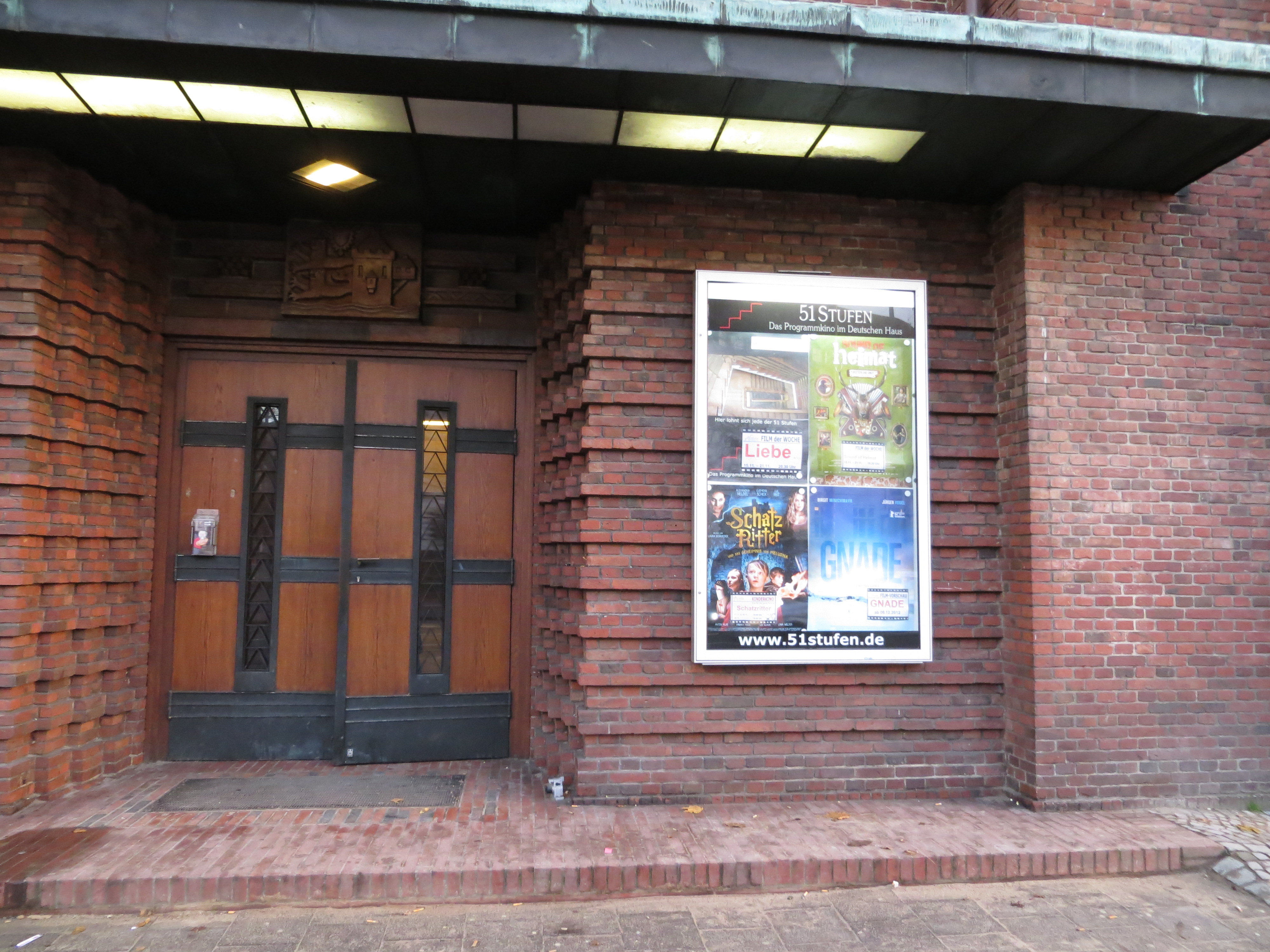
Eingang vom Deutschen Haus zum Kino 51 Stufen, dem Veranstaltungsort.

Die Flensburger Kurzfilmtage sind ein Filmfestival für Kurzfilme in der schleswig-holsteinischen Stadt Flensburg, das jedes Jahr im November vom Verein filmkorte e. V. in Zusammenarbeit mit der Europa-Universität und der Hochschule Flensburg ausgerichtet wird. Veranstaltungsort ist seit Festivalsgründung im Jahr 2000 das Programmkino 51 Stufen im historischen Kinosaal des Deutschen Hauses.
2019 besuchten rund 2400 Gäste, darunter über 40 anwesende Filmschaffende, die 19. Flensburger Kurzfilmtage, bei denen von rund 700 eingereichten Filmen 50 im Programm standen.

## Wettbewerb
Aus den Einsendungen werden rund 120 Filme Kurzfilme mit jeweils einer maximalen Länge von 30 Minuten für ein mehrtägiges Programm ausgewählt. Die Kurzfilmtage etablierten damit eine Präsentationsbühne insbesondere für den Filmnachwuchs, der einen facettenreichen Eindruck in die Inhalte und Formen bietet, mit denen sich Filmkünstler, Regisseure, Medieninformatikstudierende und film- und computer-interessierte Leute beschäftigen. Eine Jury und das anwesende Publikum entscheiden im Verlauf des Festivals, welche Filme aus dem Programm eine besondere Ehrung verdienen und mit Preisen ausgezeichnet werden. Für den Hauptwettbewerb sind Einsendungen aus Deutschland, Österreich und der Schweiz zugelassen.
Zusätzlich veranstaltet der Verein einen Dänischer Wettbewerb mit dänischen Kurzfilmen, dessen Publikumspreis vom Sydslesvigsk Forening gestiftet wird, sowie das Programm für Animationsfilme „tricky“. Außerdem präsentierte die Hochschule Flensburg in Zusammenarbeit mit dem Zentrum für Niederdeutsch in Leck und der Niederdeutschen Bühne Flensburg 2013, 2016 und 2019 den Plattdeutschen Trailerwettbewerb plattspots, bei dem Kurze Spots „in humorvoller Weise die Lebendigkeit der plattdeutschen Sprache nahebringen“ sollen.

## KinderprogrammRolle Vorwärts
Die Rolle Vorwärts ist das Kinder- und Jugendprogramm des Festivals. Sie findet als Angebot für Schulklassen meist Ende Mai statt. Im Sommer 2019 besuchten rund 1500 Schülerinnen und Schüler das Programm „Rolle Vorwärts“ erstmals im Stadttheater Flensburg. Ein „Best-of“ mit  empfohlenen Lieblingsfilmen der Besucher wird zu den Flensburger Kurzfilmtagen im Herbst für Kinder und Jugendliche nochmal dem Familien-Publikum gezeigt. Dabei dient seit 2013 der Ritter Fleno, Flensburgs sagenhafter Ritter aus der Gründungszeit der Stadt, als Maskottchen für das Kinderprogramm der Kurzfilmtage.

## Auszeichnungen
- 2006 wurden die Veranstalter mit dem Nachwuchsförderpreis der Stadt Flensburg ausgezeichnet.
- 2017 erhielt der Verein die Emmi för plattdüütsch des Landes SH für die Organisation und Durchführung des plattdeutschen Trailerwettbewerbs